# Колісники (Кременчуцький район)
Колі́сники — село в Україні, в Пришибській сільській громаді Кременчуцького району Полтавської області. Населення становить 112 осіб, але людей у селі все менше й менше. У селі немає школи. Село маленьке.

## Географія
Село Колісники знаходиться на відстані до 3-х км від сіл Порубаї, Черемушки та Мотрине.

## Економіка
- Свино-товарна ферма.